# Triangolo dei coralli
Il Triangolo dei coralli, detto anche Triangolo corallino o Triangolo di corallo, è un'area più o meno di forma triangolare situata nelle acque marine tropicali dell'Indonesia, Malesia, Papua Nuova Guinea, Filippine, Isole Salomone e Timor Est, e che contiene almeno 500 specie di coralli in ogni ecoregione.
Il Triangolo corallino è considerato il centro globale della biodiversità marina e una priorità globale nella conservazione.

## Caratteristiche

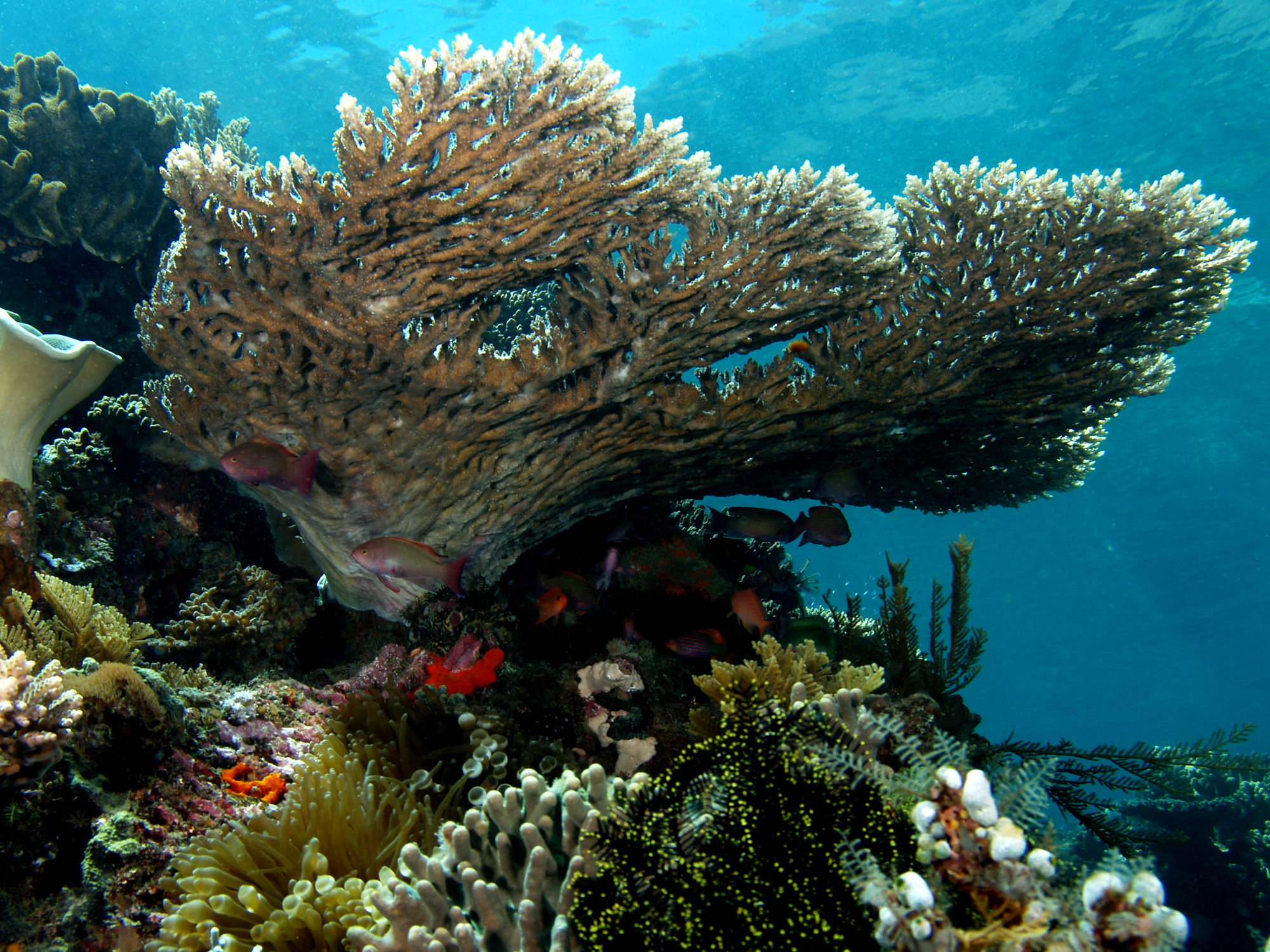
Acropora latistella fotografato nel Triangolo dei coralli

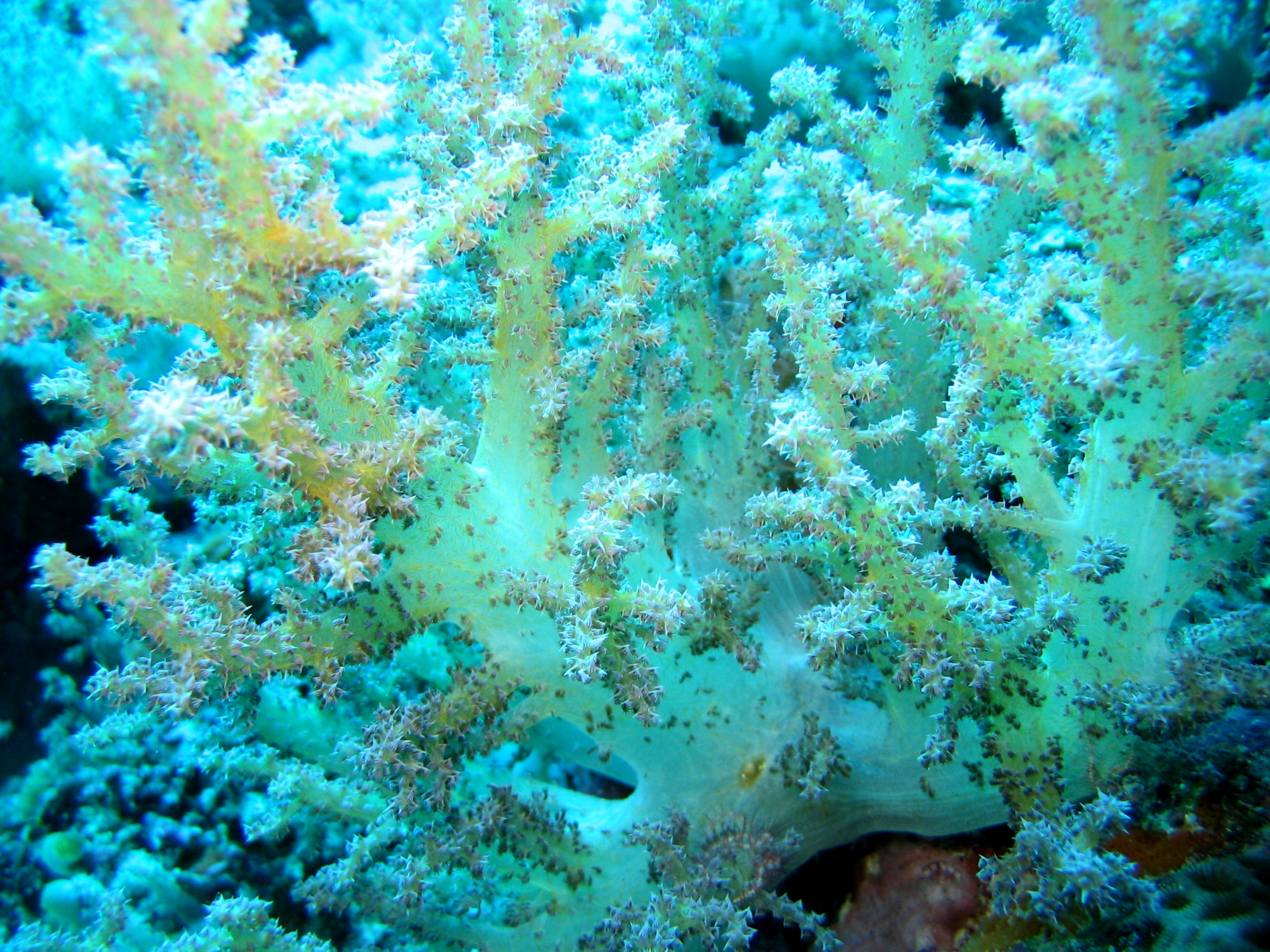
Corallo fotografato nella zona occidentale di Mindoro

Il nome attribuito a quest'area geografica deriva dal fatto che essa contiene oltre i tre quarti delle specie di corallo nel mondo. Inoltre, la regione è racchiusa in una sorta di triangolo che ha per vertici le Filippine (a nord), Bali (a sud-ovest) e le Isole Salomone (a sud-est).
Le acque del Triangolo dei coralli includono sia parte dell'oceano Pacifico che dell'oceano Indiano, dal cui incontro si crea una corrente oceanica che influenza le condizioni atmosferiche della regione dell'Indo-Pacifico ed è ingranaggio del meccanismo globale della circolazione termoalina.
Oltre che per i coralli, questa regione geografica è nota anche per essere la sede della più densa biodiversità di mangrovie del mondo dato che sono presenti fino a 46 specie su 70 conosciute.

## Biodiversità

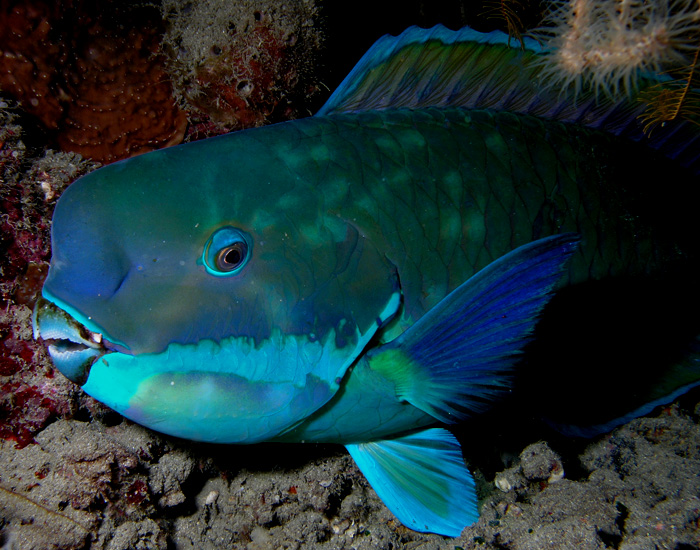
Chlorurus microrhinos fotografato in Timor Est

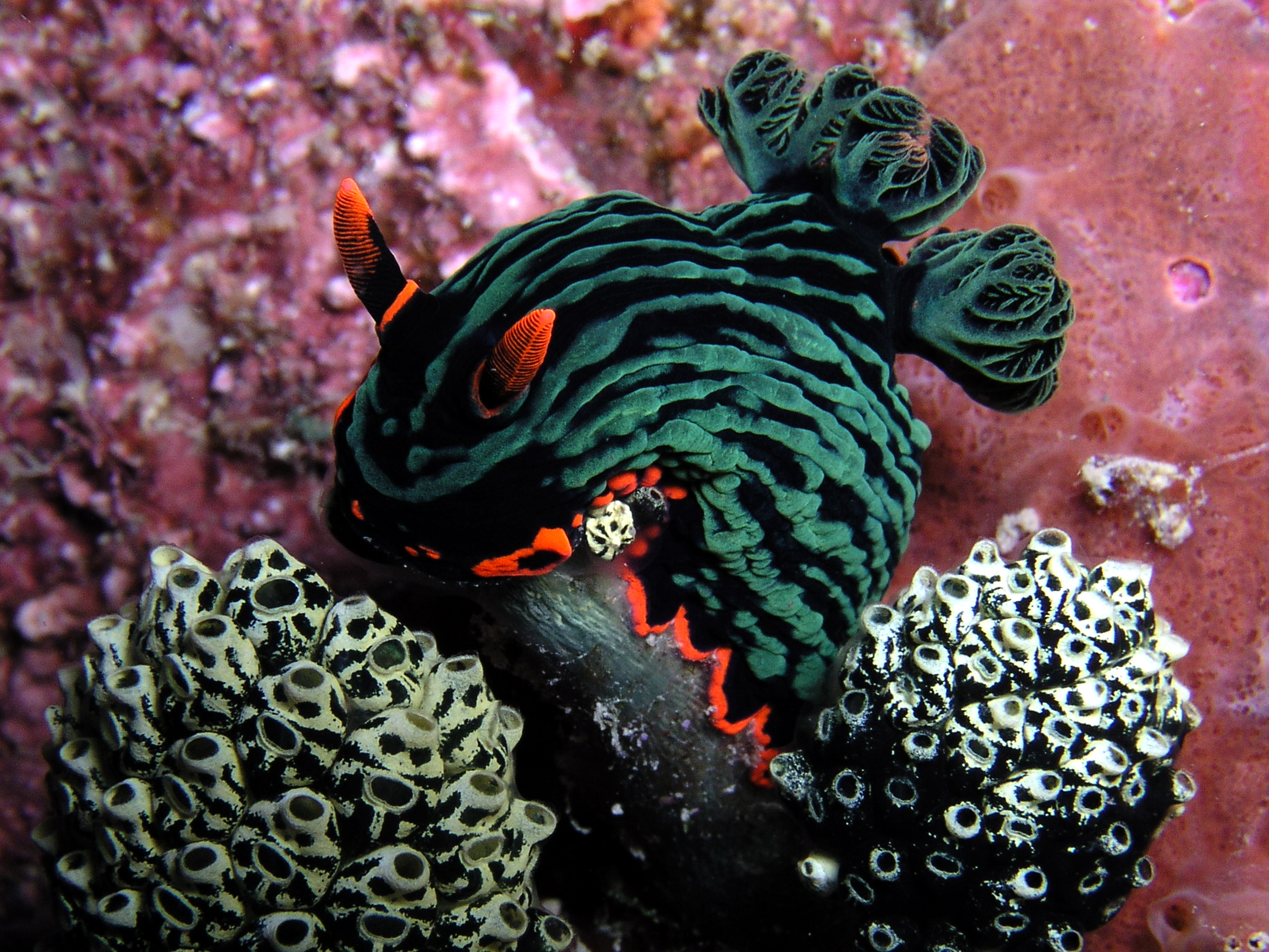
Nembrotha kubaryana in Timor Est

Secondo uno studio che riguarda alcuni pesci criptici ed endemici (nello specifico due specie di Eviota, dunque appartenenti alla famiglia dei Gobidi) e il loro alto tasso di speciazione, il numero di specie ittiche nel Triangolo dei coralli potrebbe essere di gran lunga maggiore di quello stimato. A prescindere da ciò, la varietà di fauna marina nella zona è notevole, al punto da averla fatta soprannominare "Amazzonia dei mari".
Infatti, a fare del Triangolo dei coralli il proprio habitat sono oltre 3000 specie di pesci, circa 2200 dei quali sono pesci di barriera che costituiscono il 37% di quelli mondiali.
Oltre che balene, delfini e squali, nel Triangolo dei coralli vivono sei delle sette tartarughe marine conosciute e (a eccezione di una in Giappone e una seconda in Sudafrica) tutte le specie scoperte di cavalluccio marino pigmeo.

### Teorie alla base dell'elevata biodiversità
Tre sono le ipotesi formulate per spiegare la ricchezza del Triangolo dei coralli:
- Centro di origine: il Triangolo dei coralli sarebbe stato il luogo dove sono nate svariate specie marine che (a causa della configurazione geografica) non sarebbero riuscite a diffondersi troppo oltre la zona.
- Centro di accumulo: la speciazione sarebbe avvenuta in zone periferiche e isolate alla quale sarebbe seguita una diffusione verso il Triangolo dei coralli
- Regione di sovrapposizione: la speciazione si sarebbe verificata separatamente nell'oceano Indiano e nell'oceano Pacifico quando nel Pleistocene erano divisi fisicamente da una striscia di terra. In seguito alla deglaciazione, i due gruppi di biodiversità si sarebbero incontrati nell'attuale Triangolo dei coralli.

## Minacce
L'equilibro del Triangolo dei coralli è minacciato sia da problemi globali, come il cambiamento climatico, che dall'inquinamento, dal turismo non sostenibile e dalla pesca illegale o eccessiva.
L'innalzamento della temperatura delle acque causa lo sbiancamento dei coralli (che muoiono se sottoposti a stress continuativo), mentre l'acidificazione degli oceani blocca la formazione del loro scheletro calcareo. Entrambi i fenomeni hanno come conseguenza la distruzione delle barriere coralline che porta alla riduzione di fauna nella zona (a fronte di una sempre crescente domanda ittica internazionale).

## Conservazione
Circa un terzo degli abitanti locali fa affidamento sulle acque del Triangolo dei coralli in quanto fonte di cibo e di reddito, quindi il 15 maggio del 2009 al Leaders' Summit a Manado fu lanciata la Coral Triangle Initiative on Coral Reefs, Fisheries and Food Security (CTI-CFF). L'iniziativa si pone come obiettivo quello di salvaguardare la salute del Triangolo dei coralli combattendo o prevenendo le minacce. L'iniziativa coinvolge sei stati membro (Indonesia, Isole Salomone, Filippine, Malesia, Papua Nuova Guinea e Timor Est), ma ha anche l'appoggio di organizzazioni come il WWF.

### Aree protette del Triangolo dei coralli
Anche grazie all'intervento della CTI-CFF, all'interno del Triangolo dei coralli esistono diverse aree marine protette che, fino al 2018, insieme coprivano circa il 2% dell'intera zona. Di seguito alcune di esse divise per stato.
- Indonesia
Sia circa metà delle zone dell'Indonesia rilevanti per le tartarughe che circa metà di quelle per i dugonghi rientrano nelle aree marine protette[4].
  - Kepulauan Togean
Le Isole Togian erano già un'area marina protetta (il parco marino nazionale di Kepulauan Togean)[15] quando nel 2019 più di due milioni di ettari che le comprendono sono diventati patrimonio dell'UNESCO in quanto Riserva della biosfera (nominata Togean Tojo Una-Una)[16].
  - Pulau Maratua-Karang Muaras[17]

- Malesia
  - Tun Mustapha Park
Vista la biodiversità dell'area, il WWF era impegnato nella creazione di una riserva marina in Malesia già dal 2003, ma solo nel maggio del 2016 è stato inaugurato il Tun Mustapha Park. Frutto della collaborazione tra il WWF e il Sabah Park, l'area protetta si estende oltre la punta a nord dell'isola del Borneo[18].
  - Sugud Island Marine Conservation Area[19]

- Filippine
  - Parco naturale delle barriere coralline di Tubbataha
  - Turtle Islands[20]

- Papua Nuova Guinea
  - Maza[21]
  - Kamiali[22]

- Timor Est
  - Nino Konis Santana[23]
  - Behau[24]

- Isole Salomone
  - East Rennell
  - Kia[25]